# Route impériale 61
De Route impériale 61 of De Bruges à Breskens par l'Ecluse (Van Brugge naar Breskens via Sluis) was een Route impériale in België en Nederland. De route is opgesteld per keizerlijk decreet in 1811 en lag toen geheel binnen het Franse Keizerrijk. Na de val van Napoleon Bonaparte kwam de route buiten Frankrijk te liggen en verviel het nummer. 

## Route
De route liep vanaf Maldegem bij Brugge via Sluis naar Breskens. Bij Maldegem was een kruising met de Route impériale 56. Tegenwoordig lopen over dit traject de Belgische N410 en de Nederlandse N251, N253 en N675.